# 서울영희초등학교
서울영희초등학교는 대한민국 서울특별시 강남구 일원동에 있는 공립 초등학교이다. 학교 이름은 세조의 잠저이자 역대 왕들의 어진을 모셨던 진전(眞殿)인 영희전(永禧殿)지금의 서울중부경찰서 자리에서 따왔으며, 1989년 중구 인현동2가지금의 덕수중학교 자리에서 강남구 일원동으로 교사를 이전하였다.

## 학교 연혁
- 1910년 9월 25일 경성앵정공립심상소학교 개교
- 1941년 4월 1일 명칭 변경(경성앵정공립국민학교)
- 1945년 11월 1일 재개교
- 1946년 10월 1일 서울영희국민학교로 개칭
- 1989년 5월 13일 현 위치로 교사 신축 이전
- 1993년 7월 20일 대청국민학교(946명) 분리 이관
- 1996년 3월 1일 서울영희초등학교로 개칭
- 2002년 7월 12일 작은도서관 개관
- 2009년 1월 21일 본관 외벽 리모델링 공사 완료
- 2009년 1월 31일 전교실 마루바닥 원목교체 공사
- 2009년 12월 26일 영희문화관 준공
- 2010년 4월 30일 영희문화관 개관
- 2016년 2월 17일 제69회 졸업식(74명)
- 2017년 2월 17일 제70회 졸업식(68명)
- 2018년 2월 9일 제71회 졸업식(62명)
- 2019년 2월 15일 제72회 졸업식(62명)

## 상징
- 우리 학교 꽃 - 장미 : 장미는 오랜 세월동안 사랑을 상징하는 꽃으로 밝고 행복하게 자라는 서울영희 어린이를 의미한다.
- 우리 학교 나무- 은행나무 : 천년의 수명을 자랑하는 은행나무는 본교의 깊은 역사와 번영, 서울영희 어린이의 굳건한 기상을 의미한다.

## 참고 자료
- 서울영희초등학교 - 한국교육학술정보원 학교알리미